# 民主変革会議
民主変革会議（みんしゅへんかくかいぎ、Congress for Democratic Change、略称:CDC）は、リベリアの政党。
2005年に行われた大統領選挙では、サッカー選手のジョージ・ウェアを候補者として擁立した。10月11日、第一回投票でウェアは28.3パーセントを獲得して一位であったが、11月8日に行われた上位2名による決選投票では、統一党のエレン・ジョンソン・サーリーフ候補が59.4パーセント、ウェアが40.6パーセントで敗北した。
同年10月11日に行われた総選挙では、上院（Senate）で3議席、下院（House of Representatives）で15議席を獲得した。